# 1823 (numero)
Milleottocentoventitré (1823) è il numero naturale dopo il 1822 e prima del 1824.

## Proprietà matematiche
- È un numero dispari.
- È un numero primo e un numero primo forte.
  - È un numero primo troncabile a sinistra.
- È un numero difettivo.
- È un numero nontotiente in quanto dispari e diverso da 1.
- È un numero palindromo nel sistema posizionale a base 3 (2111112) e in quello a base 15 (818).
- È un numero ondulante nel sistema posizionale a base 15.
- È un numero congruente.
- È un numero intero privo di quadrati.
- È un numero malvagio.
- È parte della terna pitagorica (1823, 1661664, 1661665).